# Elecciones al Senado de Argentina de 1938
Las Elecciones al Senado de la Nación Argentina de 1938 fueron realizadas a lo largo del mencionado año por las Legislaturas de las respectivas provincias para renovar 10 de las 30 bancas del Senado de la Nación. En la Capital Federal el senador fue electo mediante el sistema indirecto de votación, donde se eligieron a 68 electores que luego se reunirián en el Colegio Electoral y proclamarían al senador electo.
Dado el golpe de Estado de 1943, ninguno de los electos en esta elección finalizó su mandato. Las notas aclaratorias se emplean solo para los senadores que vieron interrumpido su mandato antes del golpe

## Cargos a elegir
| Provincia           | Senado    | Senado    |
| Provincia           | Senadores | A renovar |
| ------------------- | --------- | --------- |
| Buenos Aires        | 2         | 1         |
| Capital Federal     | 2         | 1         |
| Catamarca           | 2         | —         |
| Córdoba             | 2         | —         |
| Corrientes          | 2         | —         |
| Entre Ríos          | 2         | 1         |
| Jujuy               | 2         | 1         |
| La Rioja            | 2         | —         |
| Mendoza             | 2         | 1         |
| Salta               | 2         | 1         |
| San Juan            | 2         | 1         |
| San Luis            | 2         | —         |
| Santa Fe            | 2         | 1         |
| Santiago del Estero | 2         | 1         |
| Tucumán             | 2         | 1         |
| Total               | 30        | 10        |

## Resultados
| Partido | Partido                               | Bancas |
| ------- | ------------------------------------- | ------ |
|         | Partido Demócrata Nacional            | 4/10   |
|         | Unión Cívica Radical                  | 2/10   |
|         | Unión Cívica Radical Antipersonalista | 2/10   |
|         | Unión Cívica Radical Bloquista        | 1/10   |
|         | Unión Cívica Radical Concurrencista   | 1/10   |

## Resultados por provincia
| Provincia           | Senador electo           | Partido | Partido                               |
| ------------------- | ------------------------ | ------- | ------------------------------------- |
| Buenos Aires        | Antonio Santamarina      |         | Partido Demócrata Nacional            |
| Capital Federal     | Fernando Saguier         |         | Unión Cívica Radical                  |
| Entre Ríos          | Atanasio Eguiguren       |         | Unión Cívica Radical                  |
| Jujuy               | Herminio Arrieta         |         | Partido Demócrata Nacional            |
| Mendoza             | Gilberto Suárez Lago     |         | Partido Demócrata Nacional            |
| Salta               | Robustiano Patrón Costas |         | Partido Demócrata Nacional            |
| San Juan            | Carlos R. Porto          |         | Unión Cívica Radical Bloquista        |
| Santa Fe            | Juan Cepeda              |         | Unión Cívica Radical Antipersonalista |
| Santiago del Estero | Juan Bautista Castro     |         | Unión Cívica Radical Antipersonalista |
| Tucumán             | Manuel García Fernández  |         | Unión Cívica Radical Concurrencista   |

1. ↑  Falleció el 18 de marzo de 1939, lo reemplaza José P. Tamborini (UCR) el 26 de abril de 1940.
2. ↑  Desde el 24 de abril de 1942.

### Capital Federal

#### Elección general
Elección el 27 de marzo de 1938.
|  | 44,03 % |

|  | 26,55 % |

|  | 25,97 % |

|  | 1,55 % |

|  | 1,44 % |

|  | 0,47 % |

|  | 83,41 % |

|  | 16,58 % |

|  | 100 % |

|  | 77,87 % |

#### Elección parcial
Elección especial para completar para completar el mandato de Fernando Saguier (1938-1947). Se realiza el 31 de marzo de 1940.
|  | 44,91 % |

|  | 36,97 % |

|  | 16,64 % |

|  | 1,48 % |

|  | 88,87 % |

|  | 11,13 % |

|  | 100 % |

|  | 80,93 % |